# 尼科·威廉斯 (2001年)
尼科·谢伊·威廉斯（英語：Neco Shay Williams；2001年4月13日—）是一位威爾斯足球運動員，在場上司職右後衛。現效力於英超球隊诺丁汉森林足球俱乐部及效力威爾斯足球代表隊。

## 球會生涯

### 利物浦
威廉斯在六歲時加入利物浦的足球學校，開始了他的職業生涯 。
2020年9月24日，威廉斯在聯賽盃第三圈作客林肯城2020/21賽季首次亮相，利物浦以7-2獲勝。

### 外借富勒姆
2022年1月31日，威廉斯以租借形式加盟英冠俱乐部富勒姆，至2021-22赛季结束。

### 诺定咸森林
2022年7月11日，威廉斯和诺定咸森林签下为期四年的合约。

## 國家隊生涯
威廉斯出生於威爾斯域斯咸及代表威爾士。2020年9月6日，歐國聯B級第2輪，威爾斯1-0擊敗保加利亞的比賽中，第65分鐘替補登場上演威爾士代表隊主場首秀的威廉斯，在比賽第94分鐘接喬尼·威廉姆斯傳中頭球破門，打入威爾士成年代表隊首球，幫助球隊1-0擊敗對手。

## 獎項
利物浦青年隊
- 英格蘭足總青年盃：2018–19[8]

利物浦
- 英格蘭超級足球聯賽冠軍：2019–20
- 國際足聯俱樂部世界杯冠軍：2019[9]

富勒姆
- 英格蘭足球冠軍聯賽冠軍：2021–22[10]

## 外部連結
- Profile （页面存档备份，存于） at the Liverpool F.C. website
- 尼科·威廉斯－UEFA國際賽競賽紀錄